# Jasaji Fighting League
Jasaji Fighting League (JFL), también conocida como JFL MMA, es una organización de artes marciales mixtas con sede en México fundada en 2011, siendo una de las promociones de MMA más longevas en el país.
De esta promoción, salieron peleadores como Ronaldo «Lazy Boy» Rodríguez, Daniel Zellhuber y Diego Lopes, quienes más adelante competirían en UFC.

## Historia
Fundada por el artista marcial Javier Alonso Sandoval, JFL llevó a cabo su evento inaugural JFL 1 el 14 de julio del citado año en el Rodeo Santa Fe, ubicado en Tlalnepantla de Baz, Estado de México.
En septiembre de 2016, se confirmó que JFL y PX Sports (entonces PXTV) llegaron a un acuerdo de difusión de cuatro años, cuyas transmisiones comenzaron con el evento JFL 13 realizado el 24 de septiembre de ese año.

## Reglas

### Resultados de un combate
Los combates pueden terminar a través de:
- Sumisión: un peleador palmea la alfombra o a su oponente, expresa verbalmente, o claramente comunica estar sufriendo de dolor (por ejemplo al gritar) a un nivel que hace que el árbitro detenga la pelea.
- KO: un peleador entra en un estado de inconsciencia.
- KO Técnico (TKO): Si el árbitro decide que un peleador no puede continuar, la pelea se declara como un nocaut técnico (TKO).
- Decisión de los jueces: En función de puntuación, un combate puede terminar como:

1. Decisión unánime (los tres jueces votan al mismo peleador).
2. Decisión mayoritaria (dos jueces votan una victoria para un peleador, el tercero vota empate).
3. Decisión dividida (dos jueces votan una victoria para un peleador, el tercero opta por el otro peleador).
4. Empate unánime (los tres jueces votan un empate).
5. Empate mayoritario (dos jueces votan por un empate, el tercer juez vota por una victoria).
6. Empate dividido (un juez vota victoria para un peleador, el segundo vota por una victoria para el otro peleador, y el tercero vota un empate).
7. Empate técnico (el combate finaliza de una manera similar a la de una (decisión técnica), con el resultado de los jueces resulta en un empate).

Los combates también pueden acabar en decisión técnica, empate técnico, descalificación, retiro o sin resultado.

## Eventos
Hasta la fecha, JFL ha albergado un total de 87 eventos en su historia de manera ininterrumpida, lo que la convierte en la promotora con más eventos en la historia del MMA mexicano. Todos los eventos se realizan en el Estado de México, sede de la promoción.